# Ne budite zabrinuti za život
Ne budite zabrinuti za život uvodne su riječi čuvene Isusove prispodobe, zabilježene u evanđeljima po Mateju i Luki. 
Teolozi je uglavnom smatraju autentičnim Isusovim kazivanjem koje potječe iz prvobitnog izvora. Ovom prispodobom, Isus savjetuje da ne treba tjeskobno brinuti za hranu, piće i odjeću, već treba tražiti Kraljevstvo Božje. U prispodobi se koristi čuvena usporedba o pticama nebeskim, koje ne siju niti žanju, a Bog ih hrani, i usporedba s cvijećem koje bezbrižno raste, a Bog ga prelijepo odijeva, zbog čega je prispodoba poznata i kao poljsko cvijeće ili ptice nebeske.
Pripadanje Isusovoj zajednici podrazumijevalo je, u velikoj mjeri i odricanje od kućnog života i stalnog boravka u jednom mjestu. Da bi se pristupilo Isusu i njegovom učenju, poželjno je bilo napustiti svoje ognjište, kuću, vlasništvo. Ovim riječima Isus hrabri svoje učenike da ne brinu mnogo unaprijed.